# 猫とカナリヤ (1927年の映画)
『猫とカナリヤ』（ねことカナリヤ、The Cat and the Canary）は1927年に公開されたアメリカのサイレント映画。ジョン・ウィラードの同名戯曲を、ドイツから招かれたパウル・レニが監督した。
ドイツ表現主義のスタイルにユーモアが加味されて、批評家たちからは前例のない映画と評価された。レニがこの映画で確立した演出スタイルは1930年代から1950年代にかけて人気のあった「オールド・ダーク・ハウス」ものに影響を与えた。この映画はユニバーサル・ホラーの初期の一本で、その基礎を築いた作品とも言われている。1939年にボブ・ホープ、ポーレット・ゴダード主演でリメイクされた他（『猫とカナリヤ (1939年の映画)』）、全部で５度リメイクされている。

## あらすじ
大富豪サイラス・ウェストの死から20年後。莫大な遺産の相続人の名前を記した遺書が開封されることになり、親族たちが幽霊が出ると噂される屋敷に集められる。
遺産はアナベルが相続することになったが、条件があった。それは彼女が健全な精神の持ち主であること。
その時から屋敷の中では次々と怪奇な事件が起こり、アナベルは徐々に正気を失いかける。
さらに「猫」と呼ばれる狂人が精神病院を脱走し邸宅に逃げ込んで――。

## キャスト
- アナベル・ウェスト - ローラ・ラ・プラント
- ポール・ジョーンズ - クレイトン・ヘイル
- チャールズ・ワイルダー - フォレスト・スタンレー
- ロジャー・クロスビー - タリー・マーシャル
- セシリー - ガートルード・アスター（英語版）
- スーザン - フローラ・フィンチ
- ハリー - アーサー・エドマンド・ケリー（英語版）
- 家政婦 - マーサ・マトックス
- 看守 - ジョージ・シーグマン
- 医者 - ルシアン・リトルフィールド

## ギャラリー

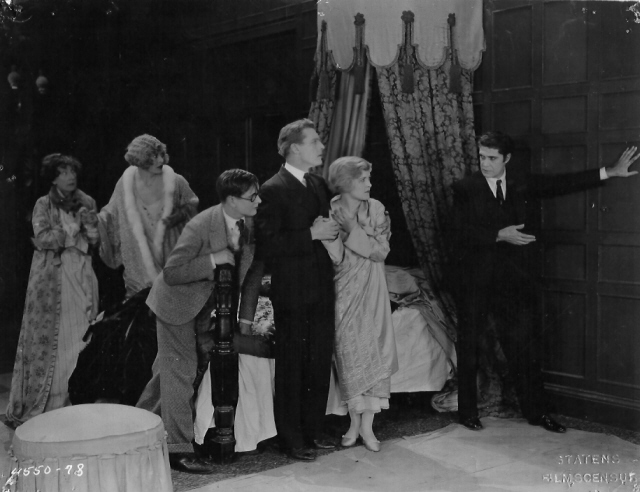
集められた人々（右からスーザン、セシリー、ポール、チャールズ、アナベル、ハリー）
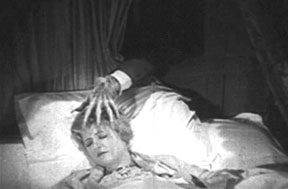
アナベルを狙う不気味な手
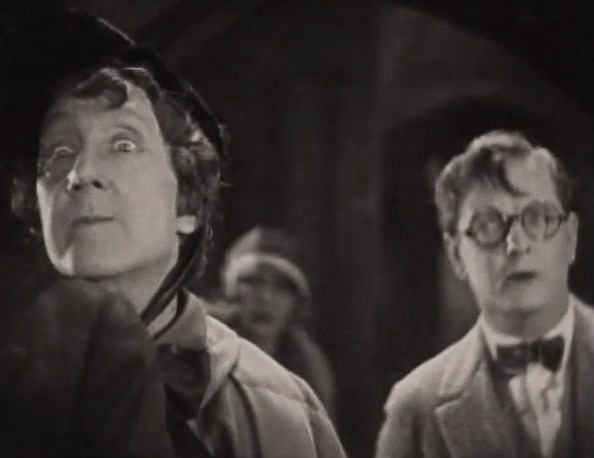
スーザンとポール

字幕によるユーモラスな演出
女性たちを車で送って行った男が「あの城には出るんですよゆ～う～れ～い～が～」と言うと字幕の「GOSTE」の文字が震える。
ベッドに下に隠れていた主人公を女性が叱り飛ばす際、その怒りを表す字幕に謎の模様や日本語の漢字の出来損ないの様な文字が
入る、首飾りを奪われた女性が「HELP!」と叫ぶと、字幕が後方から前方に迫ってくる等、本作には字幕を使ったユーモラスな演出が
随所に盛り込まれている。

## 関連
- ユニバーサル・モンスターズ